# Хатки (Шегининская сельская община)
Хатки (укр. Хатки) — село в Шегининской сельской общине Яворовского района Львовской области Украины.
Население по переписи 2001 года составляло 83 человека. Почтовый индекс — 81325. Телефонный код — 3234.

## История
В 1946 г. указом ПВС УССР хутор Халупки переименован в Хатки.